# HP 1000CX
HP 1000CX – wersja budżetowa palmtopa HP 200LX produkowana przez Hewlett-Packard od 1994 roku. Została ona okrojona ze wszystkich dodatkowych aplikacji poza czystym systemem MS-DOS, a także posiada inny wygląd obudowy i układ klawiatury.
Technicznie jest to pełnoprawny (poza małymi wyjątkami) komputer PC z monochromatycznym wyświetlaczem, klawiaturą QWERTY, slotem PCMCIA i systemem MS-DOS.